# 大津市立下阪本小学校
大津市立下阪本小学校（おおつしりつ しもさかもとしょうがっこう）は、滋賀県大津市下阪本四丁目にある公立小学校。

## 沿革
延暦寺別院東南寺に漣小学校として創立。
- 1886年（明治19年）9月8日 - 尋常科戸津小学校と改称。
- 1892年（明治25年）4月23日 - 下阪本尋常小学校と改称。
- 1902年（明治42年）11月21日 - 現在地に移転。
- 1941年（昭和16年）4月1日 - 下阪本村立下阪本国民学校と改称。
- 1947年（昭和22年）4月1日 - 下阪本村立下阪本小学校と改称。
- 1951年（昭和26年）3月1日 - 下阪本村が大津市と合併し、大津市立下阪本小学校となる。

## 通学区域
- 下阪本一丁目、下阪本二丁目、下阪本三丁目、下阪本四丁目、下阪本五丁目、下阪本六丁目、比叡辻一丁目、比叡辻二丁目、木の岡町[1]。

※卒業後は基本的に大津市立日吉中学校に進学する。